# Війна Мирослава Симчича
Війна Мирослава Симчича — український документальний фільм про Мирослава Симчича — сотенного УПА.

## Сюжет
Фільм розповідає про сотню УПА чисельністю 220 бійці, яка під командою сотенного Мирослава Симчича у лютому 1945 року боєм ліквідувала елітний підрозділ НКВД, що під командуванням генерал-майора Миколи Дергачова прямував на каральну операцію в район села Космач. Всього за матеріалами справи, яку вели проти сотенного було встановлено, що в тому бою загинуло 386 нкаведистів, а ще 50 померло від важких ран у шпиталях Коломиї та Івано-Франківська.

## Актори та учасники
Мирослав Симчич, Софія Горбач, Іван Медуляк, Павло Ромах, Богдан Гуцул, Роман Гуцул, Олесь Сірий, Юрко Семенюк, Володимир Гоза, Сергій Петров, Андрій Гринчак, Андрій Пеньга, Олег Косик, Тарас Качор, Іван Іванський, Микола Мисько, Роман Штокало, Артем Романов, Станіслав Куркін, Євген Забояркін, Василь Настащук, Михайло Яремко, Володимир Браташ, Галина Костенко, Остап Паляниця, Назар Стасишкін, Назарій Лещинин, Михайло Сокиран, Олег Божик, Віктор Возняк, Юрій Ткачик, Микола Штасів, Євген Боженко, Іван Стадник, Василь Бичко, Юрій Дашинич, Микола Галій, Олег Белів, Віктор Хомик, Адам Голодович, Ярослав Правосудов, Тарас Павлишин, Володимир Нашачинський, Володимир Галущенко, Павло Карачевський, Ростислав Шелюх, Тарас Вороновський, Віталій Горбатенко, Володимир Андраш, Ростислав Горбач, Тарас Семущак.